# Žamberk
Žamberk är en stad i Tjeckien.   Den ligger i regionen Pardubice, i den östra delen av landet, 150 km öster om huvudstaden Prag. Žamberk ligger 425 meter över havet och antalet invånare är 6 082.
Terrängen runt Žamberk är kuperad åt nordost, men åt sydväst är den platt.Runt Žamberk är det ganska tätbefolkat, med 72 invånare per kvadratkilometer. Närmaste större samhälle är Ústí nad Orlicí, 13,5 km söder om Žamberk. Omgivningarna runt Žamberk är en mosaik av jordbruksmark och naturlig växtlighet.